# Ain Dahab
Ain Dahab es un humedal y una cueva en la gobernación de Siliana, en el centro de Túnez, que fue declarado sitio Ramsar en 2007 por su importante población de murciélagos, del género Pipistrellus, que no han sido completamente estudiados.

## Características
El nombre de Ain Dahab o Aïn Dhab significa literalmente 'fuente de oro', y forma parte de un ambiente kárstico conocido por sus formaciones hidrológicas subterráneas, que contienen una importante población de murciélagos. La parte del sitio en el exterior tiene la flora y la fauna típicas del centro de Túnez, características de un paisaje rocoso semiárido. El sitio está casi intacto, aunque su principal amenaza es la agricultura intensiva.
La cueva, en las coordenadas 35°52′N 09°28′E, tiene unos 3 km de profundidad en la parte meridional del Jebel Serj, una montaña calcárea ubicada en el centro de Túnez, cerca de la carretera C-73. Tiene siete salas separadas y está recorrida por un río subterráneo. Está llena de estalactitas de 4 a 5 m de longitud y tiene el atractivo turístico de alcanzar la última sala, para lo que hay que arrastrarse, escalar y nadar. La parte septentrional de esta montaña alberga el Parque nacional de Jebel Serj.